# Iloba
Iloba falu Romániában, Máramaros megyében.

## Fekvése
Máramaros megyében, Nagybányától keletre, a Szamos jobb partján fekvő település.

## Története
Iloba nevét 1490-ben említik először az oklevelek, s ekkor már mai alakjában írták.
A szinéri uradalomhoz tartozott, s mindenkor annak sorsában osztozott.
Mint Rákóczi birtok, az ecsedi uradalomhoz tartozott.
1776-ban a bányákat a Károlyi család kapta meg.
A 19. század elején fő birtokosa a gróf Károlyi, gróf Teleki és a Becsky családok.
A 20. század elején nagyobb birtokosai gróf Károlyi Alajos és Papp József voltak.
1717-ben a tatárok elpusztították a községet, s ekkor az elnéptelenedett helységbe oláhok költöztek.
A trianoni békeszerződésig Szatmár vármegye Szinérváraljai járásához tartozott.

## Bányászat Iloba környékén
Az ilobai völgyben ősidők óta folytattak bányászatot. Az itteni bányászat fénykorát a Rákócziak korában élte.
Ezen a  vidéken ólom, horgany, réz, és  arany is gazdagon fordult elő. Itt volt található legtisztábban a termésarany is.
Iloba határában andezit kőbánya és szienitbánya is volt, melyet a közeli Szinérváralján dolgoztak fel.

## Nevezetességek
- Görög k. templom.